# سيدريك غاي
سيدريك غاي (بالفرنسية: Cédric Gay)‏ هو لاعب دوري الرغبي فرنسي، ولد في 12 مارس 1982.

## وصلات خارجية
- سيدريك غاي على موقع ItsRugby.co.uk (الإنجليزية)